# تزوج ما قالها ليا (مسلسل)
تزوج ما قالها ليا هو مسلسل كوميدي مغربي من إخراج أسامة أوسيدهم وعبد الله الفقير سنة 2022، وبطولة كل من عزيز حطاب، فاطمة الزهراء بناصر، كريمة غيث، ساندية تاج الدين، ناصر أقباب، المهدي فولان، كنزي هلال، سارة جفالي، رجاء لطفين، عبد الرحيم الغزواني، وغيرهم. بث المسلسل يوم 20 يناير 2022 على منصة شاهد.

## قصة المسلسل
يقع رجل خمسيني أرمل في مواقف غريبة ومضحكة عندما يعرف بناته الثلاثة على زوجته الثانية مدعيا أنها خالتهن التي كانت تعيش في إيطاليا، فيجد نفسه في ورطة كبيرة بسبب هذه الكذبة، وستتحول حياته رفقة الزوجة الثانية، إلى مقالب مستمرة.

## طاقم التمثيل
- عزيز حطاب (يونس)
- فاطمة الزهراء بناصر (فاطمة)
- كريمة غيث (لبنى)
- ساندية تاج الدين (أمينة)
- ناصر أقباب (مهدي)
- المهدي فولان (خالد)
- كنزي هلال (حنان)
- سارة جفالي (لينا)
- رجاء لطفين (كوثر)
- عبد الرحيم الغزواني (أنيس)

## وصلات خارجية
- تزوج ما قالها ليا على موقع IMDb (الإنجليزية)
- تزوج ما قالها ليا على موقع قاعدة بيانات الأفلام العربية
- تزوج ما قالها ليا على موقع قاعدة بيانات الفيلم (الإنجليزية)